# Английская Канада

Доля населения, владеющего английским, французским или обоими языками, по данным на 2006 год:
английский 56,9%
английский и французский 16,1%
французский 21,3%
малонаселенные территории

Англи́йская Кана́да, также называемая англоязычной Канадой, представляет и политически обозначает англоязычную часть Канады, то есть девять канадских провинций, где английский язык является официальным языком (восемь, где он является единственным, и одна — Нью-Брансуик, — где он является официальным вместе с французским), а также все канадские территории (Юкон, Северо-Западные территории и Нунавут).
В демографическом смысле это выражение может также обозначать англоязычное население в Канаде независимо от географического места внутри страны (также иногда говорят об англоканадцах Квебека для обозначения квебекского англоязычного меньшинства, которое при этом является частью англоязычного большинства Канады).
Политической и организационной противоположностью английской Канаде обычно считают Квебек (то есть единственную из десяти канадских провинций, где преобладает французский язык), но в демографическом смысле к нему следует добавить акадийское меньшинство Нью-Брансуика, а также другие франкоязычные меньшинства, рассеянные по англоязычным провинциям общины, ранее (до Тихого переворота 1960-х в Квебеке) называемые французской Канадой. Однако Канада также включает многочисленные индейские и иноязычные общины.

## Население и сближающий язык
В политическом смысле слова английская Канада (то есть девять преобладающе англоязычных провинций Канады), прозванная оппозицией в Квебеке «Остальной Канадой» (Rest of Canada, или ROC), насчитывает примерно 23 миллиона человек, то есть три четверти населения Канады (75 %). Практически все её жители англоязычны, но имеют разнообразные этнические корни, многие из них происходят из недавних иммигрантов: для неанглоязычных, поселившихся в английской Канаде, английский язык служит языком межкультурного сближения (чем не является французский язык в Квебеке).

## Франкоязычное меньшинство среди других языковых общин
В населении английской Канады насчитывается 950 000 франкоязычных (или 4 % населения всех 9 англоязычных провинций, вместе взятых), de facto образующих первое меньшинство в английской Канаде, за которым следует китаеязычное население (850 000 человек), составляющее 3,5 % всего населения английской Канады. Следом идут другие многочисленные языковые общины: украинцы, немцы и т. д.
Следует отметить, что в Луизиане (США) доля франкоязычных (7 %) больше, чем в английской Канаде. Франкоязычные ассимилируются в английской Канаде до такой степени, что некоторые из них опасаются «языковой фольклоризации» по луизианскому образцу за более или менее долгий срок. Французский остаётся одним из двух официальных языков на уровне канадского федерального правительства и его учреждений наряду с английским, что, однако, не мешает в настоящее время возрастающей англификации большого числа франкоязычных за пределами Квебека.